# 당나귀 카디숑
당나귀 카디숑(프랑스어: Mémoires d'un âne은 소피 로스토프친의 작품이다.

## 줄거리
폴린과 카디숑은 우정을 키우게 되고 어느날 외양간에 불이나게 되는데, 카디숑이 폴린을 구하게 된다. 그러나 몸이 약했던 폴린은 병이 깊어져서 세상을 떠나게 된다. 카디숑은 집을 나와 숲에서 지내다가 마을의 당나귀 달리기 시합에 참여한다.